# Sandbro

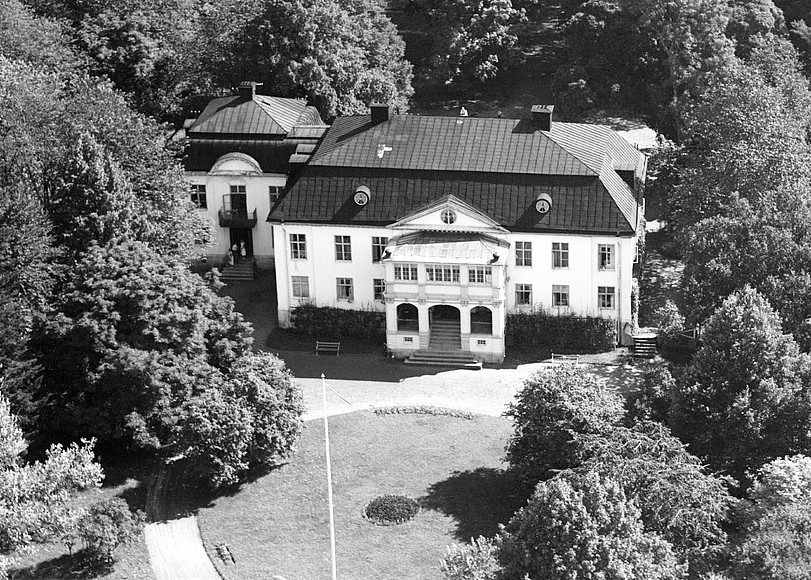
Sandbros huvudbyggnad 1936.

Sandbro herrgård, även Sandbro säteri, är en större herrgård och ett tidigare säteri vid den södra delen av Långsjön i Björklinge socken, Uppsala kommun, Uppsala län (Uppland). 
Gården ligger två kilometer sydost om Björklinge kyrka respektive 18 kilometer norr om Uppsala och är känd sedan 1296. Under 1300-talet var Sandbro sätesgård för Sandbroätten. Den nuvarande huvudbyggnaden uppfördes på 1700-talet. Några av Sandbros ägare, bland annat Johan Ihre ligger begravda i Sandbro gravkor i Björklinge kyrka.